# Mycetophagus pluriguttatus
Mycetophagus pluriguttatus är en skalbaggsart som beskrevs av Leconte 1856. Mycetophagus pluriguttatus ingår i släktet Mycetophagus och familjen vedsvampbaggar. Inga underarter finns listade i Catalogue of Life.